# La Crescent (Minnesota)
La Crescent – miasto w Stanach Zjednoczonych, w stanie Minnesota, w hrabstwie Houston.